# Ciąg poligonowy dwustronnie nawiązany

Ciąg poligonowy dwustronnie nawiązany otwarty
1. Punkt znany
2. Punkt wyznaczany
3. Mierzony kąt lewy
4. Mierzona długość

Ciąg poligonowy dwustronnie nawiązany zamknięty
1. Punkt znany
2. Punkt wyznaczany
3. Mierzony kąt lewy
4. Mierzona długość

Ciąg poligonowy dwustronnie nawiązany – rodzaj ciągu poligonowego. Konstrukcja geometryczna, wykorzystywana do określania współrzędnych geodezyjnych punktów ciągu, w której pomierzono wszystkie boki oraz wszystkie kąty. Pierwszy i ostatni punkt ciągu są punktami osnowy geodezyjnej wyższego rzędu (posiadają wyznaczone wcześniej współrzędne) i nie pokrywają się. Dodatkowo na początku i na końcu ciągu należy określić kąt między bokiem nawiązania (wyznaczonym przez dwa punkty osnowy wyższego rzędu), a pierwszym/ostatnim bokiem ciągu.
Ciąg poligonowy dwustronnie nawiązany spełnia następujące warunki geometryczne:
- suma kątów wynosi {\displaystyle \pm \left(A_{0}-A_{n}\right)+n\cdot 200^{g},}
gdzie:
  - {\displaystyle n} – liczba kątów,
  - {\displaystyle A_{0}} – azymut początkowy,
  - {\displaystyle A_{n}} – azymut końcowy
  - znak stojący przed nawiasem uzależniony jest od mierzonych kątów i dla kątów prawych to plus, a dla kątów lewych to minus
- suma przyrostów współrzędnych to różnica współrzędnych punktu początkowego i końcowego.

Długość ciągu poligonowego osnowy pomiarowej nie powinna przekraczać 3000 metrów.